# Mcclungia trepotis
Mcclungia trepotis är en fjärilsart som beskrevs av Richard Haensch 1854. Mcclungia trepotis ingår i släktet Mcclungia och familjen praktfjärilar. Inga underarter finns listade i Catalogue of Life.